# 长尾雀

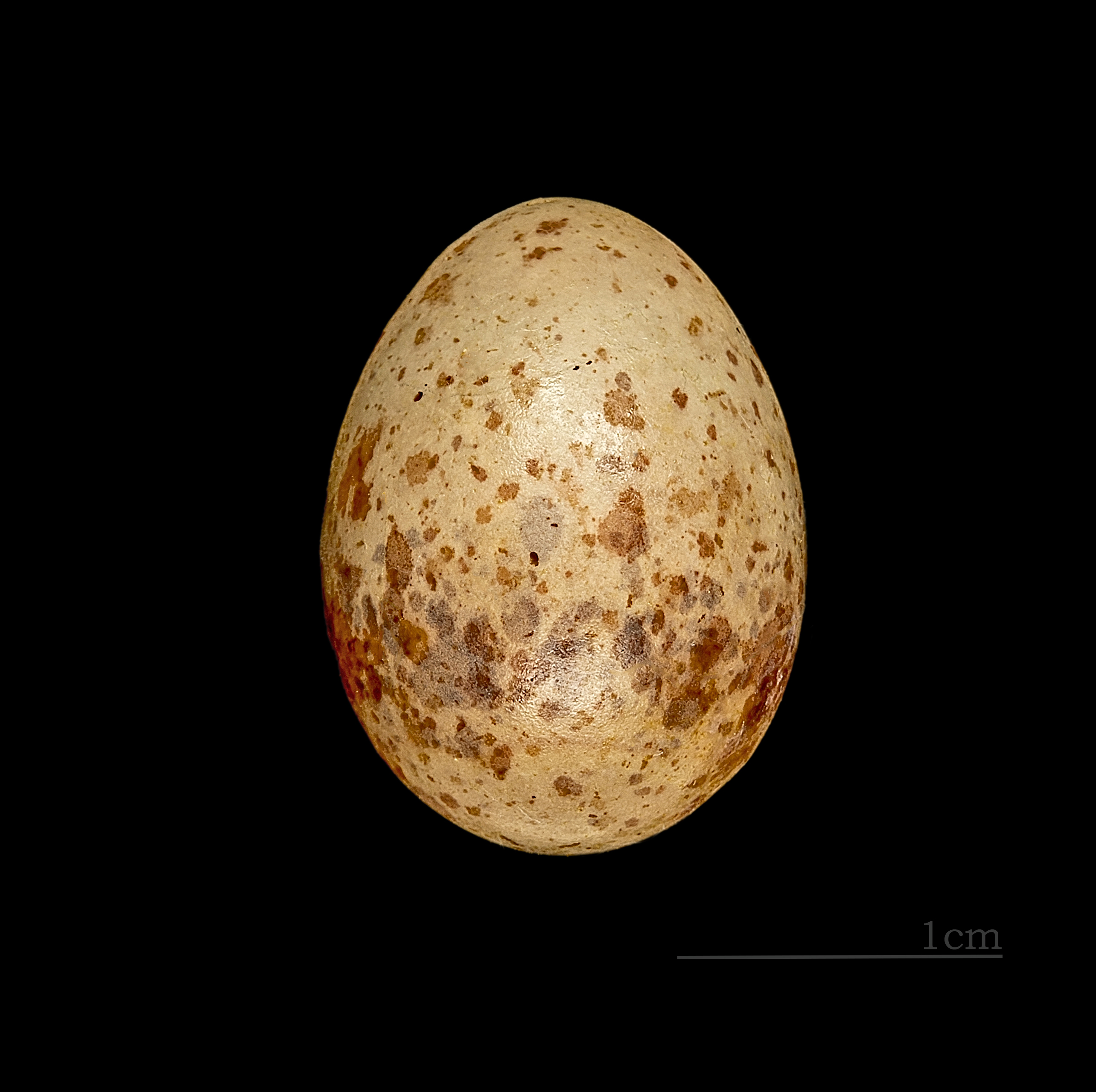
Uragus sibiricus

长尾雀（学名：Carpodacus sibiricus）为雀科朱雀属的鸟类。分布于俄罗斯、蒙古、日本、朝鲜半岛以及中国大陆的东北、内蒙古、宁夏、甘肃、新疆、河北、四川、云南等地，主要生活于在山区，多见于低矮的灌丛、亚热带常绿阔叶林和针阔混交林、在平原和丘陵多见于沿溪小柳丛、蒿草丛和次生林以及也出没于公园和苗圃中。该物种的模式产地在西伯利亚南部。

## 亚种
- 长尾雀指名亚种（学名：Carpodacus sibiricus sibiricus）。分布于俄罗斯、蒙古以及中国大陆的黑龙江、内蒙古、新疆等地。该物种的模式产地在西伯利亚南部。[3]
- 长尾雀东北亚种（学名：Carpodacus sibiricus ussuriensis）。分布于俄罗斯、朝鲜以及中国大陆的黑龙江、吉林、辽宁、宁夏、甘肃、河北(等地。该物种的模式产地在乌苏里。[4]

西南亚种和秦岭亚种已被划分为单独物种中华长尾雀。

## 参考文献

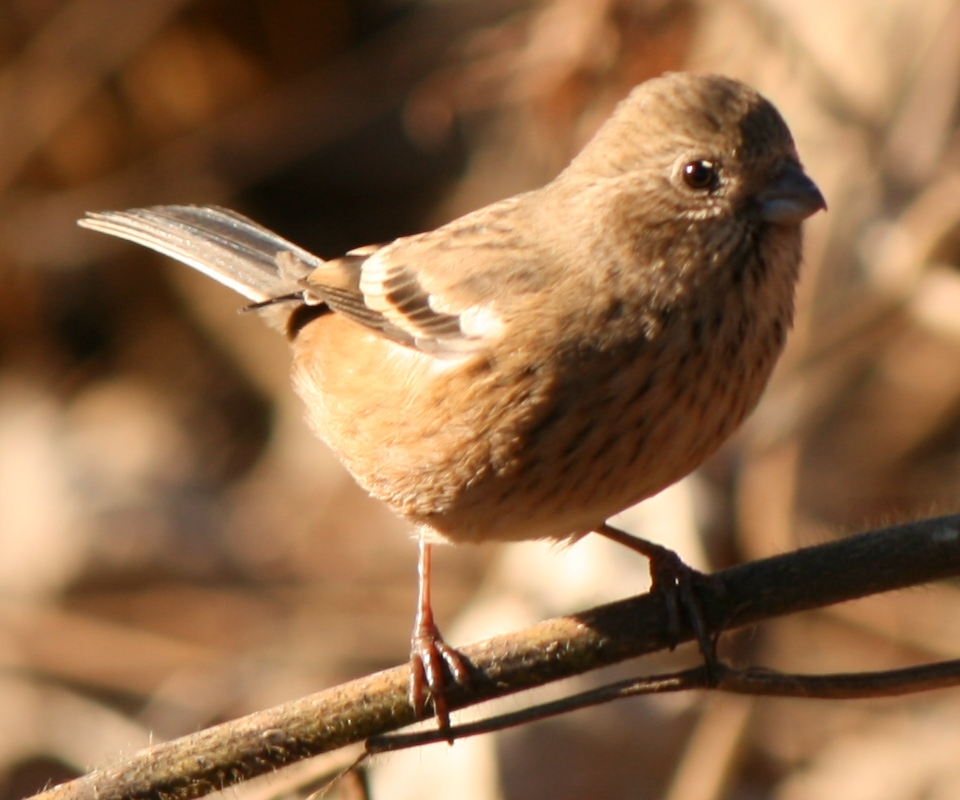
雌性